# Хуліо Гарсія Фернандес де Лос Ріос
Хуліо Гарсія Фернандес де Лос Ріос (ісп. Julio García Fernández de los Ríos, 31 грудня 1894 — 29 липня 1969) — іспанський вершник.
Олімпійський чемпіон 1928 року в командному конкурі.